# Synagogue d'Anderlecht
La synagogue d'Anderlecht est la principale synagogue de la Communauté Israélite Orthodoxe de Bruxelles (CIOB). Elle est inaugurée  le 6 avril 1933, au cœur de l'ancien quartier juif d'Anderlecht, Cureghem. Elle est construite dans un style Art-déco.

## Histoire de la création

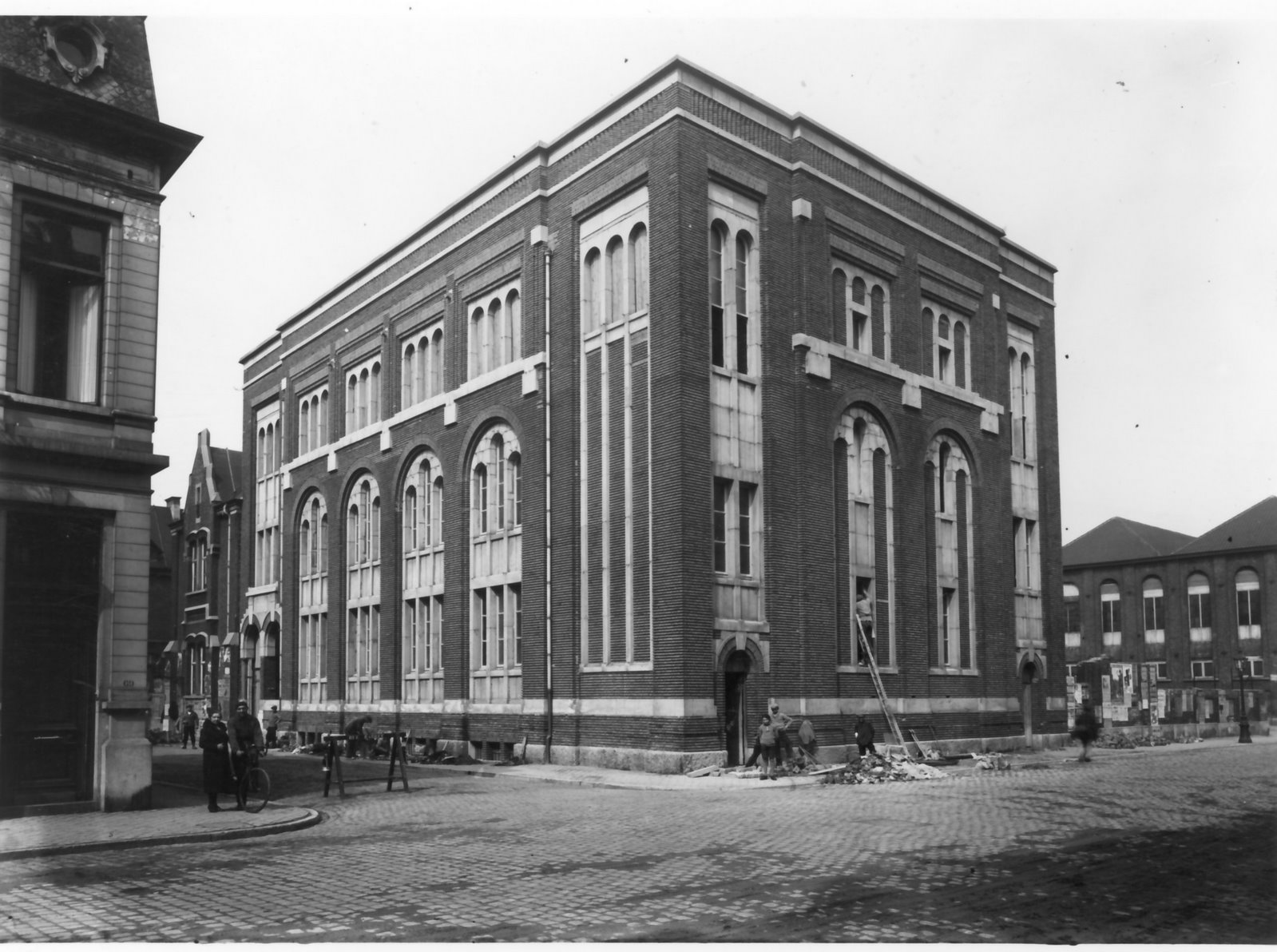
La synagogue en 1935

Dès 1910, une synagogue de rite orthodoxe existait aux abords des Marolles, mais est vite remplacé par la création d'une plus grande synagogue, rue de la Clinique. La communauté orthodoxe-israélite est reconnue par arrêt royal en 1912.
Au début du XXème siècle, Anderlecht connaît un afflux de réfugiés juifs, la construction d'une grande synagogue est envisagé sérieusement à partir de 1922. En 1926, un terrain d'environ cinq cents mètres carrés est acheté ; la construction de l'édifice commence en 1928. L’architecte juif anversois Joseph De Lange s'en voit confier la réalisation. Elle est inaugurée alors même que la communauté, en grande partie des réfugiés, se trouve dans des conditions économiques et politiques précaires,. 
D'après le rabbin de la synagogue Joseph Serfaty, à sa création : « D'une part venaient des Juifs ashkénazes d'origine allemande, d'autre part des Juifs ashkenazes d'origine polonaise. Ces derniers étaient beaucoup moins nombreux et allaient prier dans la petite salle à l'étage ».
Durant cette période, Cureghem devient un quartier à forte population juive. Jacob Meir Segalowitsch, de Danzig fut le premier rabbin jusqu'en 1940.

## Après la Shoah
Après la Shoah, une pierre commémorative est posée à l’arrière de la synagogue en hommage aux Juifs de la communauté orthodoxe-israélite qui furent tués. Le rabbin de la synagogue, Joseph Gelernter et sa famille (  à l’exception du fils aîné ) furent tués durant la guerre.
Le rabbin Isaac Steinberg devient le rabbin après la guerre, et il termine l'intérieur du bâtiment. Le bâtiment sert pour les offices et comme siège de la CIOB qui gère la Commission de surveillance de la cacherouth pour la ville de Bruxelles, prend en charge les bains rituels et l'accès au tribunal rabbinique. Le rabbinat, le Beth Din et le Beth Midrash se situent dans le complexe de la synagogue.
En 2010, Joël Rubinfeld affirme que la synagogue a été complètement désertée, du fait de l'insécurité et de la migration des juifs d'Anderlecht vers d'autres quartiers. Albert Guigui, le grand rabbin de Bruxelles explique que la synagogue n'est ouverte qu’à l’occasion des grandes fêtes juives.

## Accessibilité
| ___ | Ce site est desservi par la station de métro : Clemenceau. |

## Attaques antisémites notoires
En 2010, un cocktail molotov est jeté contre la porte d'entrée.
En septembre 2014, la synagogue est victime d'un incendie volontaire,,,,. Son auteur Mohamed H. est condamné à six années de prison en décembre 2017, alors qu’il a toujours déclaré ne pas être impliqué dans les faits.
En 2017, les caméras de surveillance de la synagogue sont vandalisées à plusieurs reprises.